# Ralph Bryans

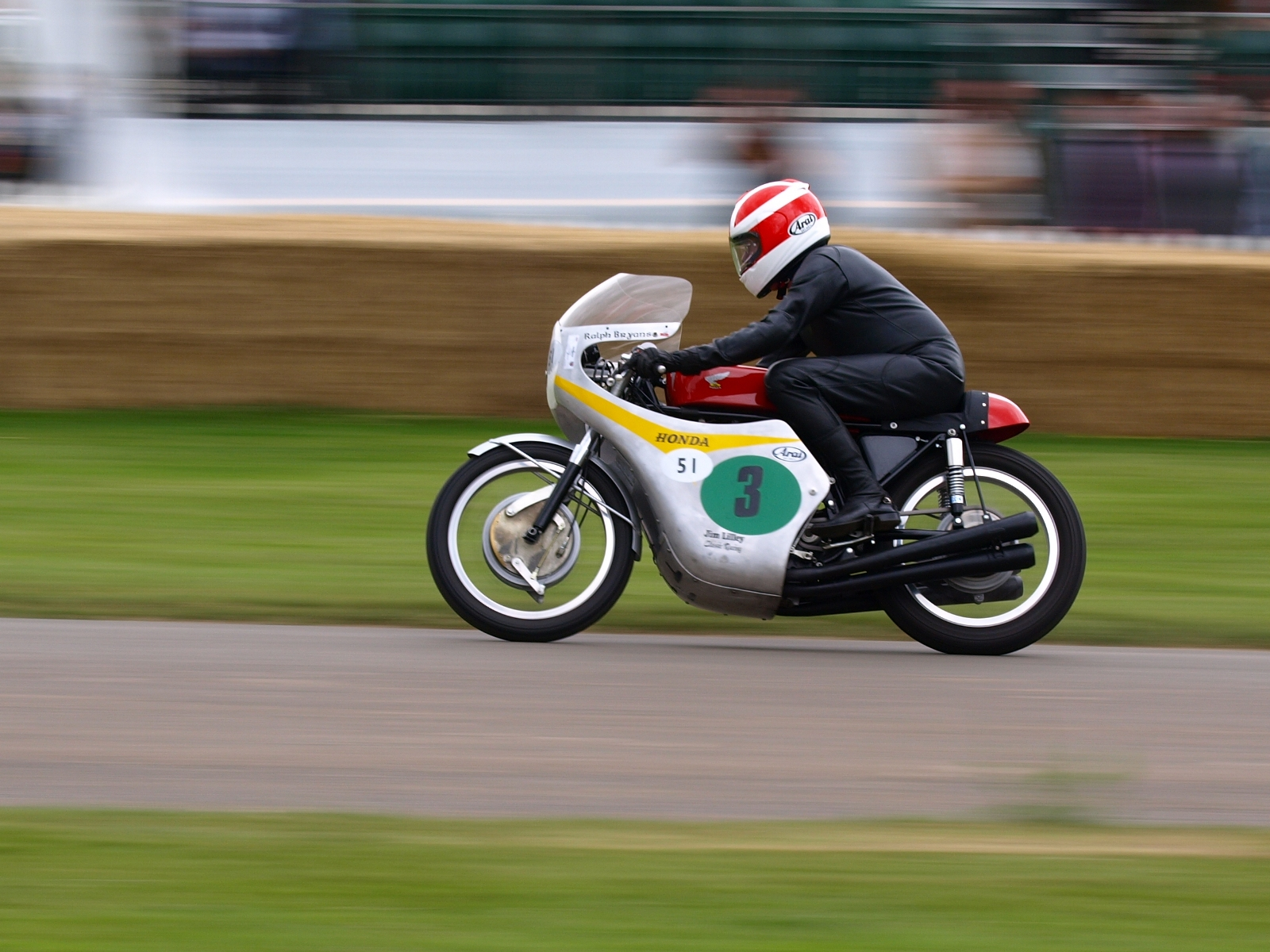
Ralph Bryans auf Honda RC171 2008 beim Goodwood Festival of Speed

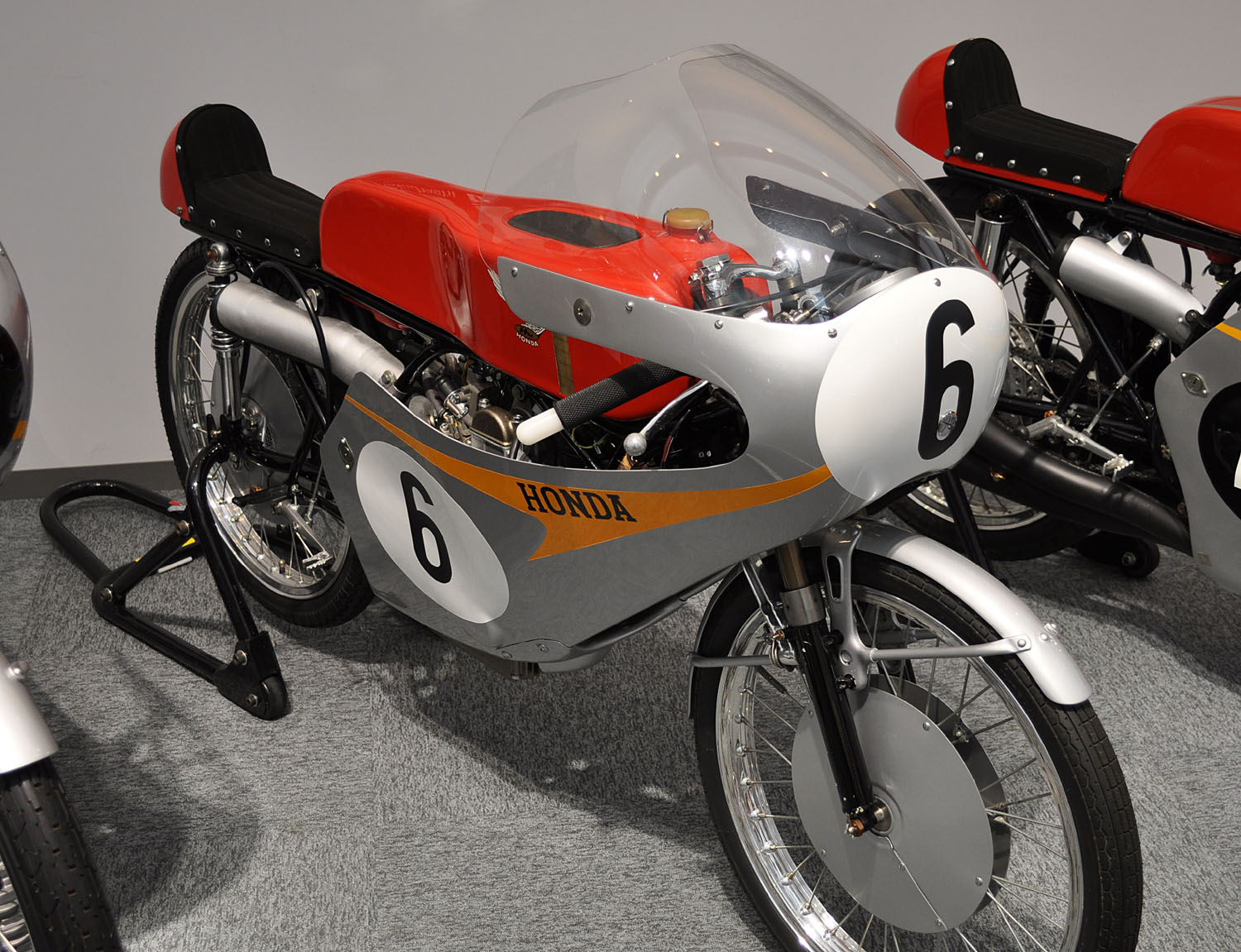
Bryans’ Weltmeistermaschine der Saison 1965

Ralph Bryans (* 7. März 1941 in Belfast, Nordirland; † 6. August 2014) war ein britischer Motorradrennfahrer.
Der größte Erfolg seiner Karriere war der Gewinn des Weltmeistertitels in der 50-cm³-Klasse in der Saison 1965.

## Karriere
Ralph Bryans debütierte mit einem neunten Platz beim Ulster Grand Prix 1963 auf einer Norton in der Motorrad-Weltmeisterschaft. In den folgenden Jahren startete er nur noch für Honda, meist in den kleinen Hubraumklassen. Sein erster Sieg gelang ihm 1964 bei der Dutch TT in der 50er-Klasse, diesem folgten im Saisonverlauf noch zwei weitere. In diesem Jahr wurde er hinter dem Neuseeländer Hugh Anderson 50er-Vizeweltmeister.
In der Saison 1965 gelangen Bryans auf seiner werksunterstützten Honda wiederum drei Rennsiege in der 50-cm³-Klasse, und in diesem Jahr reichte es, knapp vor Luigi Taveri aus der Schweiz und Hugh Anderson, auch für den Weltmeistertitel. 1966 wurde er in der 50er-Kategorie hinter Hans Georg Anscheidt Vizeweltmeister; in der 125er-Klasse belegte er den dritten Gesamtrang. 1967 startete Bryans in den Klassen bis 250 und bis 350 cm³ und wurde Vierter bzw. Dritter. Am Saisonende beendete Ralph Bryans seine Karriere in der Motorrad-WM.
In seiner kurzen Laufbahn bestritt Bryans 62 Motorrad-Grands-Prix und feierte dabei zehn Siege sowie 40 Podiumsplatzierungen. Er starb am 6. August 2014 im Alter von 73 Jahren nach langer Krankheit in seinem Zuhause in Schottland.

## Statistik

### Erfolge
- 1960 – Irischer 200-cm³-Meister
- 1961 – Irischer 350-cm³-Meister
- 1962 – Irischer 350-cm³-Meister
- 1965 – 50-cm³-Weltmeister auf Honda
- 10 Grand-Prix-Siege

### Isle-of-Man-TT-Siege
| Jahr | Klasse                        | Maschine | Durchschnittsgeschwindigkeit |
| ---- | ----------------------------- | -------- | ---------------------------- |
| 1966 | Ultra-Lightweight 50 (50 cm³) | Honda    | 85,6 mph (137,76 km/h)       |

### North-West-200-Siege
| Jahr | Klasse  | Maschine | Durchschnittsgeschwindigkeit |
| ---- | ------- | -------- | ---------------------------- |
| 1964 | 250 cm³ | Honda    | 96,49 mph (155,29 km/h)      |
| 1964 | 350 cm³ | Honda    | 100,91 mph (162,4 km/h)      |
| 1970 | 250 cm³ | Honda    | 101,95 mph (164,07 km/h)     |

### In der Motorrad-Weltmeisterschaft
| Saison | Klasse  | Ergebnis    | Maschine | Siege |
| ------ | ------- | ----------- | -------- | ----- |
| 1963   | 500 cm³ | 14.         | Norton   | 0     |
| 1964   | 50 cm³  | 2.          | Honda    | 3     |
| 1964   | 125 cm³ | 5.          | Honda    | 0     |
| 1964   | 250 cm³ | 14.         | Honda    | 0     |
| 1965   | 50 cm³  | Weltmeister | Honda    | 3     |
| 1965   | 125 cm³ | 8.          | Honda    | 0     |
| 1965   | 250 cm³ | 13.         | Honda    | 0     |
| 1966   | 50 cm³  | 2.          | Honda    | 1     |
| 1966   | 125 cm³ | 3.          | Honda    | 0     |
| 1967   | 250 cm³ | 4.          | Honda    | 2     |
| 1967   | 350 cm³ | 3.          | Honda    | 1     |

## Verweise